# Красноштанов, Иван Данилович
Иван Данилович Красноштанов (1900 — 1983) — советский военачальник, генерал-лейтенант (31.05.1954). Дважды представлялся к званию Героя Советского Союза.

## Биография
Родился 20 сентября 1900 года в городе Киренск, ныне  Иркутской области России в семье крестьянина-бедняка. Русский.
Закончил 2.5 класса начальной школы в г. Киренск, в 1912 году. В 1919 году работал в г. Киренск, матросом в пароходстве. В том же году был насильно мобилизован в армию адмирала Колчака, где с 11 июля по 1 декабря 1919 года служил рядовым в 53-м пехотном полку в городе Иркутске, в боях против Красной армии не участвовал. После разгрома Колчака, в конце декабря 1919 года, был призван Киренским РВК в Красную армию. Первая должность на службе – красноармеец 1-го Советского кавалерийского полка Забайкальской отдельной кавалерийской бригады. В 1920 году стал членом ВКП(б). В августе- ноябре 1920 года – заведующий библиотекой политотдела Отдельной кавалерийской бригады.
После окончания Центральной военно-политической школы в марте 1921 года назначается на должность военного комиссара кавалерийской школы Забайкальской кавалерийской дивизии. С сентября 1921 года сотрудник ВЧК-ОГПУ – на оперативной работе. Сначала начальником агентуры и информации Особого отдела Отдельной Забайкальской кавалерийской дивизии, а затем, с июля 1922 года, начальник контрольно-пропускного пункта ОГПУ на станции Моциевская. С сентября 1922 по март 1923 года – уездный уполномоченный ОГПУ «Нерчинский завод Читинской области». С марта 1923 года проходит службу в пограничных войсках ОГПУ – начальник агентурно-осведомительного отделения 2-го пограничного отряда в Читинской области. С июня 1923 по август 1924 года – начальник и комендант пограничного пункта 19-го пограничного отряда в Читинской области. С августа 1924 года начальник информации 54 пограничного отделения в Читинской области. После успешного окончания учёбы в Высшей пограничной школе ОГПУ с января 1927 года назначается помощником коменданта 15-го пограничного отряда ПВ ОГПУ в Белорусской ССР. С декабря 1928 по август 1932 года – комендант участка в 15 и 17 пограничных отрядах ПВ ОГПУ- НКВД Белорусской ССР.
В 1936 году Красноштанов успешно заканчивает основной курс Военной академии Красной Армии имени М.В. Фрунзе, авиационное отделение.

Рукопись воспоминаний Ивана Даниловича. стр.61 : « В районе реки Вороница, форсированной нами 22 сентября на станции Сеща, перед войной дислоцировалась бомбардировочная авиация. Там в одном из полков в 1936 году я, будучи слушателем авиационного отделения академии имени Фрунзе, проходил стажировку в качестве лётчика-наблюдателя.
Обозревая окрестности с заоблачной высоты, я никак не мог предположить, что спустя 7 лет буду там воевать в качестве командира стрелковой дивизии. Дефекты со зрением помешали тогда моей службе в авиации и я вернулся в пограничные войска, из которых уезжал в академию …».

Майор Красноштанов в ноябре 1936 года назначается на должность начальника штаба Отдельного авиаотряда НКВД в городе Ташкент. С сентября 1937 по январь 1940 года начальник штаба, а затем и начальник 47 пограничного отряда НКВД Туркменской ССР город Керки.
С июля 1941 года подполковник Красноштанов  начальник штаба 244-й стрелковой дивизии Западного фронта (приказ НКО № 03581 от 31.08.1941 г.) Дивизия была сформирована на основании :
Приказа Ставки ВГК № 00100 от 29 июня 1941 года «О формировании стрелковых и механизированных дивизий из личного состава войск НКВД»
По данным полковник Красноштанов с 03.10.1941 г. – командир этой дивизии. 05.10.1941 г. Иван Данилович ранен в районе г. Вязьма. К 20.10.1941 года дивизия погибла в Вяземском котле.
В декабре 1941 года полковник Красноштанов  приступил к формированию 114 отдельной стрелковой бригады, которой он командовал с 18.12.1941 по 15.02.1943 года. В составе 30-й армии бригада приняла участие в Ржевской наступательной операции. 27 июля 1942 г. 114-я сб развернула наступление в направлении на Жеребцово, Гринёво, Находово. Наступление продолжалось до 23 августа 1942 г. В этот день бригада вышла к Волге, после чего была выведена в резерв. 26-27 сентября 1942 г. 114-я отдельная сб в составе 39-й армии Калининского фронта участвовала в боях по ликвидации плацдарма на северном берегу Волги в 60 км. северо-западнее Ржева. С 28 сентября по 27 ноября 114-я бригада в резерве.
С 1 по 9 декабря 1942 г. в составе 22-й армии она участвовала в ожесточённых боях северо-восточнее города Белый.

В августе – сентябре 1942 года Иван Данилович командовал 139-й стрелковой дивизией. Вот что он пишет об этом в своих воспоминаниях: « Утром 24 июня 1942 г. в 121 корпус из состава 49 армии распоряжением фронта была включена 330 стрелковая дивизия, уже участвовавшая в операции. Правее её командир корпуса генерал Смирнов двинул в бой 139 СД.
С этим соединением я был своеобразно знаком. Дело в том, что в августе 1942 года меня назначили его командиром. К месту новой службы я прибыл в момент, когда дивизия пыталась, уже не впервые, форсировать Волгу восточнее Ржева. Мой приезд удачи не обеспечил. Да и не удивительно, ибо я не знал ни людей, ни обстановки на участке дивизии. Очередное форсирование реки не удалось. На следующий день меня вернули на прежнюю должность (я тогда командовал стрелковой бригадой)».

С февраля 1943 года полковник Красноштанов приступил к исполнению обязанностей командира 238-й стрелковой дивизии. Во многом благодаря его принципиальной позиции дивизия была выведена в резерв фронта на переформирование и обучение, так как в боях в долине реки Лучеса (в операции «Марс») понесла огромные потери. С этого времени и до конца войны жизнь и судьба полковника, а с 1 сентября 1943 года генерал-майора Красноштанова тесно связана с 238-й стрелковой дивизией. После переформирования и боевого обучения в Тульской области дивизия получила приказ 7 июля 1943 года выступить в район города Орла ночными маршами и быть готовой к вводу в бой. В составе 46 стрелкового корпуса Брянского фронта приняла самое активное участие в освобождении города и важного железнодорожного узла Карачев Брянской области, за что получила почётное наименование «Карачевская» вместе с 16 и 84 гвардейскими и 369 стрелковой дивизиями. (Приказ Верховного Главнокомандующего № 3 от 15 августа 1943 года) 16 августа частям дивизии были торжественно вручены новые боевые знамёна.
Осенью 1943 года и в начале 1944 года дивизия генерала Красноштанова в составе 50-й армии освобождала Брянскую область и вела тяжёлые бои на территории Белоруссии. 27 сентября части дивизии освободили город Климовичи, вели кровопролитные бои на реке Проня. Неувядаемой славой покрыли себя воины соединения в боях по форсированию Днепра и освобождению города Могилёв 27-28 июня 1944 года. За успешные боевые действия по освобождению города 238-я Карачевская стрелковая дивизия и её 830, 837, 843 стрелковые полки Указом Президиума Верховного Совета СССР были награждены орденами Красного Знамени, двенадцать офицеров, сержантов и красноармейцев удостоены звания Героя Советского Союза, более тысячи воинов дивизии получили ордена и медали. В числе других соединений дивизия была отмечена в приказе Верховного Главнокомандующего № 122 от 28 июня 1944 года.
Генерал-майор Красноштанов И. Д. командованием 121 стрелкового корпуса и 50-й армии 4 июля 1944 года был представлен к званию Героя Советского Союза.
В составе 49-й армии части дивизии с 10 по 14 августа 1944 года вели бои за овладением городом и крепостью Осовец. Приказом Верховного Главнокомандующего №166 от 14 августа 1944 года среди других соединений частям дивизии была объявлена благодарность. Дивизия была награждена орденом Суворова 2 степени, 837 и 843 стрелковые полки награждены орденами Александра Невского, 830 стрелковому полку присвоено почётное наименование «Осовецкий». В конце января и начале февраля 1945 года «Красноштановцы», форсировав реку Висла, включились в боевые действия в Восточной Померании. В конце марта после ожесточённых боёв части дивизии заняли города Косьцежин и Бытув – важные узлы железных и шоссейных дорог, сильные опорные пункты обороны немцев. 837 и 843 стрелковые полки, отличившиеся при взятии их, были награждены орденами Кутузова 3 степени.
В период с 25 марта по 1 апреля 1945 года дивизия участвовала в штурме и взятии города Данциг (Гданьск), за что была награждена орденом Кутузова 2 степени. Тяжелейшие бои пришлось вести частям дивизии Красноштанова в период с 17 по 25 апреля 1945 года при форсировании реки Одер возле города Шведт. «Бои на Одере были наиболее напряжёнными на всём боевом пути дивизии. Ежедневные потери людей здесь даже превзошли кровопролитные бои на Калининском фронте. Воины дивизии в боях на Одере проявили беспримерную стойкость и мужество …». («На переднем крае Великой Отечественной» стр.148). 843 стрелковый полк был удостоен почётного наименования «Штеттинский».
Войну Иван Данилович закончил с воинами дивизии 2-го мая 1945 года на реке Эльба встречей с союзными войсками 2-й английской армии и 82-й американской воздушно-десантной дивизии.
15 мая 1945 года командованием 70-го стрелкового корпуса и 49-й армии «За исключительное мужество, проявленное в боях, умелое руководство боями и достигнутые успехи» генерал-майор Красноштанов Иван Данилович был вторично представлен к званию Героя Советского Союза.
Иван Данилович – участник Парада Побед». 24 июня 1945 года во главе сводного батальона сводного полка 2-го Белорусского фронта генерал-майор Красноштанов прошёл парадным маршем по Красной площади. Боевое знамя 238-й Карачевской Краснознаменной орденов Суворова и Кутузова 2-й степени нёс один из лучших командиров батальонов дивизии майор Пошевеля И. Ф.
После расформирования 238-й стрелковой дивизии в мае 1945 года служил до 1947 года в Сталинграде. С апреля 1947 по март 1950 года командовал 86-й гвардейской стрелковой дивизией в Одесском военном округе, с июля 1950 до апреля 1951 года командовал 10-м гвардейским стрелковым корпусом в этом же округе, с 1951 по 1954 год был военным советником в Болгарии. Затем — служба в Китайской Народной Республике. Армейскую службу  закончил в 1957 году в звании генерал-лейтенанта (присвоено 31.05.1954 года) и в должности заместителя командующего войсками Забайкальского военного округа по ПВО.
С 1957 года жил в городе Одесса. За свой ратный труд являлся почётным гражданином городов Карачев и Могилёв, избирался депутатом Верховного Совета Молдавской ССР, депутатом Приморского районного совета г. Одессы. Много лет возглавлял Одесскую секцию Советского комитета ветеранов войны.  Умер в 1983 году. Похоронен на Таировском кладбище.

## Награды
СССР
- орден Ленина (30.04.1945)[9]
- пять орденов Красного Знамени (30.01.1943, 01.09.1943, 03.11.1944[9], 02.06.1945, 15.11.1950[9])
- орден Суворова II степени (23.04.1945)
- два ордена Кутузова II степени (21.07.1944, 03.08.1944)
  - Медали СССР в т.ч:
  - «20 лет Рабоче-Крестьянской Красной Армии» (1938)
  - «За Победу над Германией в Великой Отечественной войне 1941—1945 гг.» (1945)
  - «За взятие Кёнигсберга» (1945)
  - «За взятие Берлина» (13.11.1945)
  - «Ветеран Вооружённых Сил СССР» (1976)
- знак «50 лет пребывания в КПСС»

Приказы (благодарности) Верховного Главнокомандующего, в которых отмечен И.Д. Красноштанов.
- За форсирование реки Проня западнее города Мстиславль. 25 июня 1944 года № 117
- За форсирование реки Днепр и за освобождение крупного областного центра Белоруссии города Могилёв — оперативно важного узла обороны немцев на минском направлении, а также за овладение городами Шклов и Быхов. 28 июня 1944 года № 122
- За участие в боях по освобождению городом и крепостью Осовец — мощного укреплённого района обороны немцев на реке Бобр, прикрывающего подступы к границам Восточной Пруссии. 14 августа 1944 года № 166
- За освобождение города и крепости Ломжа — важного опорного пункта обороны немцев на реке Нарев. 13 сентября 1944 года № 186
- За овладение городом Черск — важным узлом коммуникаций и сильным опорным пунктом обороны немцев в северо-западной части Польши. 21 февраля 1945 года. № 283
- За овладение городами Бытув (Бютов) и Косьцежина (Берент) — важными узлами железных и шоссейных дорог и сильными опорными пунктами обороны немцев на путях к Данцигу. 8 марта 1945 года. № 296
- За овладение важными узлами железных и шоссейных дорог — городами Лауенбург и Картузы (Картхауз). 10 марта 1945 года. № 298
- За овладение городом и крепостью Гданьск (Данциг) — важнейшим портом и первоклассной военно-морской базой немцев на Балтийском море. 30 марта 1945 года. № 319
- За овладение городами Барт, Бад-Доберан, Нойбуков, Варин, Виттенберге и за соединение на линии Висмар — Виттенберге с союзными нам английскими войсками. 3 мая 1945 года. № 360

Других государств
- Орден «Крест Грюнвальда» II степени ПНР, (1945)
- Орден Народной Республики Болгария (НРБ)
- Медаль «За Одру, Нису и Балтику» (ПНР)
- Медаль «Китайско-советская дружба» (КНР)

## Почётный гражданин
- Звание Почётного гражданина Могилёва присвоено в 1979 году за активное участие в освобождении Могилёва от немецко-фашистских захватчиков в июне 1944 г.
- Почётный гражданин г. Карачева Брянской области

## Сочинения
- Красноштанов И. Д. 114 ОСБР в боях по ликвидации плацдарма северо-западнее Ржева. // Военно-исторический журнал. — 1979. — № 2. — С.38-42.

## Память
В честь Ивана Даниловича в городе Киренске Иркутской области переименована улица Набережная. Улица Красноштанова располагается вдоль реки Киренга, начинаясь от затона Стояновича (Киренский техучасток) и заканчивается у затона Тяпушкина (Киренский речной порт).